# 我不是潘金莲
《我不是潘金莲》是刘震云2012年发表的中篇小说。

## 故事大纲
29岁的农村妇女李雪莲跟丈夫秦玉河（化肥厂司机）假离婚，目的是想生下二胎時，能避免上交几千元的计划生育罚款和让丈夫受到厂里开除的处分。没想到后来丈夫跟另一女子好了，假离婚变成了真离婚。于是她就去找镇里、县法院解决此事，想要法院判定之前的离婚是假的，然后恢复夫妻关系，接着她再跟丈夫真离婚。法院根据真实情况认定了她与丈夫的离婚是有效的，李败诉。于是她就想翻案，找县、市领导申冤，甚至上访到全国人代会所在的北京人民大会堂，竟让一名国家领导人知道了此事，省领导发怒就把法院庭长、院长、县长和市长都撤了职。不过她想要的目的并没有实现，每年一到“两会”举行时，她所在的省、市、县都要派人上演围追堵截她去北京的一幕闹剧。
如今十年过去了，她决定不再去北京的人代会上访了，因为她觉得自己的心已经死了，想通了；但是院长、县长却不相信她的话，就在她决定要跟爱慕她多年的厨子赵大头准备结婚在安徽旅游之际，听到了赵大头与法院院长暗中交易的秘密。于是她又踏上了赶赴北京人代会上访之路，后来在北京被法院院长，警察等人找到，还听到警察说前夫秦玉河已死的消息。她突然失去了申诉和生活的目的，被送回到老家的县城后她竟想一死来了结所有的事情。

## 獲獎
本書出版後，獲選為2012年亞洲週刊中文十大好書小說類第一名。2014年，獲得第五屆紅樓夢獎專家推薦獎。

## 改编作品

### 電影
- 2016年电影，由冯小刚执导，刘震云编剧，范冰冰主演。该片在多伦多国际电影节上斩获国际影评人协会最佳影片奖（费比西奖），在圣塞巴斯蒂安国际电影节获得最佳影片“金贝壳奖”和最佳女主角“银贝壳奖”。中国于2016年11月18日公映。

### 话剧
- 2022年话剧，丁一滕担任导演，张歆艺主演，2022年3月4日在广州首演[3]。